# Friggeråker Stora Bäckabo
Friggeråker Stora Bäckabo este o arie protejată (arie specială de conservare — SAC, sit de importanță comunitară — SCI) din Suedia întinsă pe o suprafață de 1,2 ha, integral pe uscat.

## Localizare
Centrul sitului Friggeråker Stora Bäckabo este situat la coordonatele 58°11′44″N 13°35′18″E / 58.1956°N 13.5883°E.

## Înființare
Situl Friggeråker Stora Bäckabo a fost declarat sit de importanță comunitară în decembrie 1998 pentru a proteja un număr necunoscut de specii din flora spontană și fauna sălbatică aflate în arealul zonei. Situl a fost protejat și ca arie specială de conservare în martie 2011.

## Biodiversitate
Situată în ecoregiunea boreală, aria protejată conține 3 habitate naturale: Pajiști uscate seminaturale și facies de acoperire cu tufișuri pe substraturi calcaroase (Festuco-Brometalia) (* situri importante pentru orhidee), Pajiști cu Molinia pe soluri calcaroase, turboase sau argilos-nămoloase (Molinion caeruleae), Mlaștini alcaline.
La baza desemnării sitului se află un număr nedeclarat de specii protejate.